# Augustin Kaluža
Augustin Kaluža (* 28. August 1776 in Kauthen bei Hultschin; † 4. Dezember 1836 in Nassiedel bei Leobschütz) war ein schlesischer Gymnasiallehrer. Er unterrichtete von 1806 bis 1818 am Matthias-Gymnasium in Breslau und wechselte dann als Gymnasialdirektor nach Nassiedel bei Leobschütz.
Neben seiner Lehrtätigkeit war Kaluža besonders als Zoologe und Botaniker bekannt. Gemeinsam mit dem Botaniker Heinrich Göppert beschäftigte er sich mit der schlesischen Fauna und Flora und verfasste mehrere Artikel und Aufsätze. Ein weiterer Forschungsschwerpunkt von ihm war die Mineralogie.

## Schriften
- Ornithologia Silesia oder Kurzer Leitfaden zum Gebrauche beim Unterricht die schlesischen Vögel, Breslau 1814
- Kurze Beschreibung der schlesischen Säugethiere, Breslau 1815
- Übersicht der Mineralien Schlesiens und Glatz nebst ihren Fundorten und vielen neuen Höhenmesungen auf 4 Karten dargestellt, Breslau 1818
- Systematische Beschreibung der Schlesischen Amphybien und Fische. Breslau 1815